# Isole di fuoco
Isole di fuoco è un documentario breve del 1954 diretto da Vittorio De Seta.
Il film è ambientato a Stromboli.
Nel 2008 la pellicola è stata restaurata dalla Cineteca di Bologna e ripubblicata in un DVD intitolato Il mondo perduto - I cortometraggi di Vittorio De Seta 1954-1959,

## Riconoscimenti
- 1955 - Festival di Cannes
  - Miglior documentario - cortometraggio [2]